# Aspidosaure
Aspidosaurus és un gènere extint de tetràpodes temnospòndils que visqué entre l'Artinskià i el Kungurià. Se n'han trobat restes fòssils a Texas (Estats Units).